# Anfallet i Jungfrusund
Anfallet i Jungfrusund var en sjöstrid mellan svenska och ryska fartyg under Finska kriget den 17 augusti 1808.

## Bakgrund
Buxhövden hade efter striden vid Sandöström kunnat med sin förenade, då dubbelt överlägsna skärgårdsflotta, förfölja den svenska och oupphörligt tränga den tillbaka till Åland samt med sin kustarmé göra ett försök att inta denna ö. Men han föredrog den säkrare, men mindre inbringande utvägen, att genom sin skärgårdsflotta, som för övrigt hade brist på ammunition och lidit mycket i de senaste striderna, omsorgsfullt låta bevaka åboländska skär, samt att avsända en del av kustarmén till norra armén i Finland. Medan huvuddelen av ryska skärgårdsflottan då bevakade norra och mellersta delen av skären, var kaptenlöjtnant Novoktschenov, som anförde eskadern vid Jungfrusund, inte overksam. Flera gånger oroade han de svenska örlogsfartygen. Natten till den 17 augusti angrep han med ett flytande batteri och flera kanonslupar ett svenskt linjeskepp, men måste efter en stunds beskjutning retirera. Följande natt beslöt han med mera allvar förnya sitt anfall; han avgick med 2 flytande batterier, 6 kanonslupar och 6 jollar från Jungfrusund, för att på en omväg närma sig de fientliga örlogsfartygen. 

## Anfallet
Men svenskarna förekom honom. Konteramiral Henrik Johan Nauckhoff hade, för att i framtiden förhindra honom att oroa de svenska örlogsfartygen, beslutit genomföra ett äntringsförsök på de stora skärgårdsfartygen Styrbjörn och Hjalmar samt tre briggar, som låg i Jungfrusund. Den svenska flaggkaptenen, överstelöjtnant Maurits Peter von Krusenstierna blev anförtrodd att göra anfallsplanen och leda anfallet. Officerare från de särskilda fartygen i flottan utsågs däribland underlöjtnanten Peter Lillja som fick befälet över linjeskeppet Fäderneslandets barkass, och frivilligt manskap utvaldes, de svenska matroserna och båtsmännen ville dock alla vara med.  Samma natt avgick därför 24 båtar, bemannade med 132 man, vilka lyckades ta hem Styrbjörn och en brigg. Men då Novoktschenov, som vid skottlossningens början vänt om från sin expedition, kom tillbaka samt började beskjuta de svenska båtarna från kanonsluparna, måste de skyndsamt retirera, varvid endast den erövrade briggen kunde tas med. Styrbjörn gick på grund, och måste överges då elden från Hjalmar var för stark och fartyget satt ur stridbart skick. Ryssarna led här dock en förlust av 180 man; även svenskarnas led en stor förlust med 63 döda och 111 sårade.